# 新保守党
新保守党（：／ Saerounbosudang）是大韩民国短暫存在的新保守主义政党。该党由脱离正未來黨的劉承旼等多名议员于2020年成立，之後為備戰同年國會選舉而併入未來統合黨。